# Jean V de Bruges

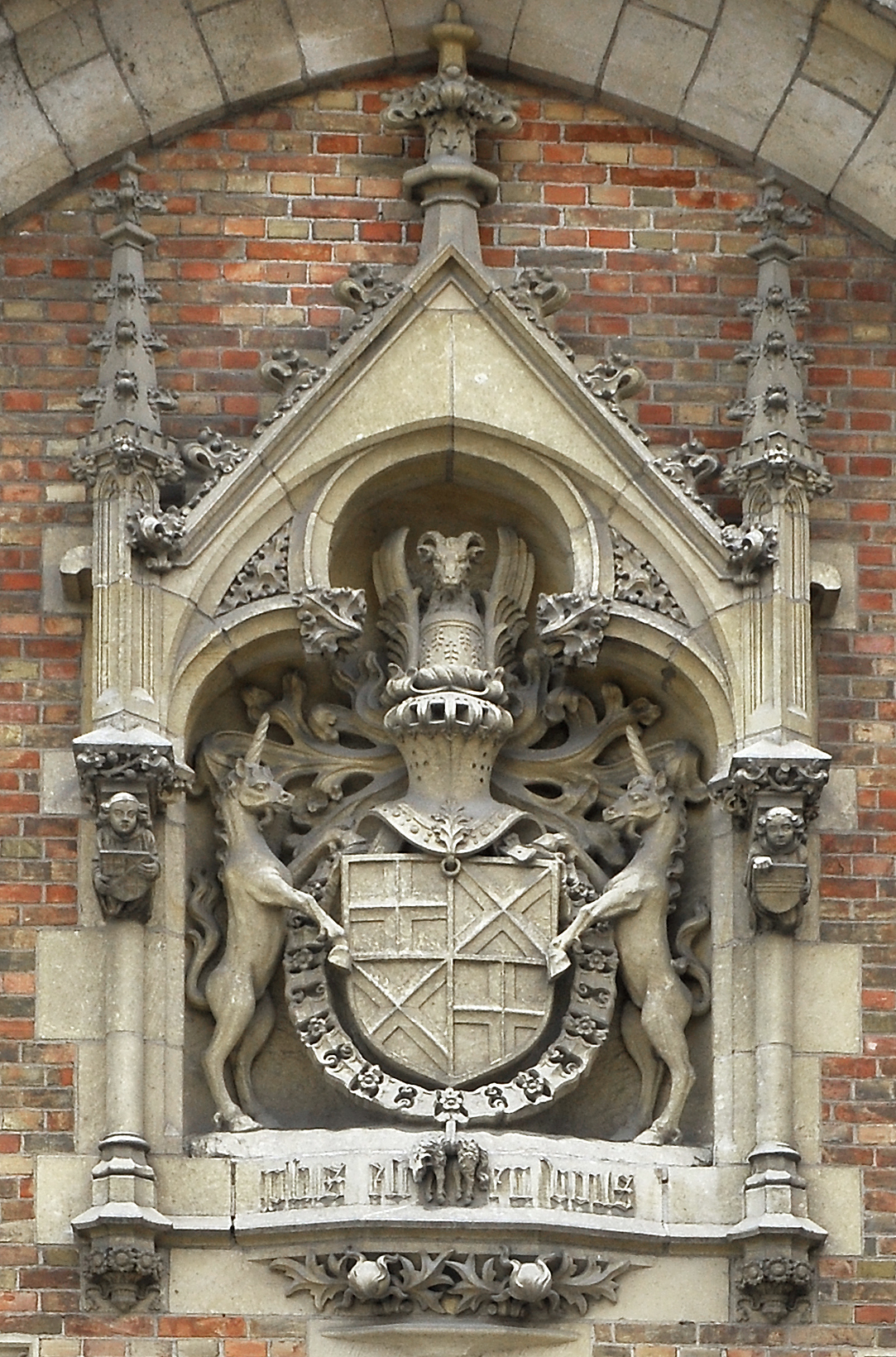
Armoiries des Seigneurs de la Gruthuze (Gruuthuyse) à Bruges. Devise : PLUS EST EN VOUS.

Jean V de Bruges, seigneur de La Gruuthuse (Jan V van Brugge, heer van Gruuthuse), est né à Bruges dans la Flandre occidentale aux environs de 1458 et est mort à Abbeville en 1512 , était un noble et militaire flamand.
Issu d'une très ancienne famille flamande antérieure au Xe siècle, dont l'un des ancêtres (Roland de Bruges de La Gruthuse) est mort en 1415 au champ d'honneur de la Bataille d'Azincourt.
D'abord au service de Charles le Téméraire duc de Bourgogne, il est fait prisonnier de guerre en 1479, lors de la première bataille de Guinegatte. Il sert ensuite la couronne de France, sous le règne de Louis XI roi de France qui le gratifie de plusieurs titres et honneurs. Son successeur, le roi Charles VIII, le fait capitaine d'Abbeville et lieutenant général (gouverneur) de la Picardie .

## Biographie
Jean V de Bruges est le fils aîné de Louis de Gruuthuse et de Margaretha van Borselen.
Le père de Jean V de Bruges, Louis de Gruuthuse est chambellan de Marie de Bourgogne qui fut stathouder de Hollande, Frise et Zélande, prince de Steenhuyse, 61ème chevalier en 1461 de l'Ordre de la Toison d'or. Bien que noble non anglais, il fut fait très exceptionnellement à titre héréditaire Comte de Winchester, dignité qui lui fut accordée en marque de gratitude  pour avoir accueilli en 1471 lors de la Guerre des Deux-Roses , l'exil à Bruges du roi Édouard IV d'Angleterre, fuyant la conspiration de son opposant au trône le roi Henri VI.
La mère de Jean V de Bruges,  Margaretha van Borselen  dame de Veere (1435-1510) est la fille d'Henri II de Borsèle (Hendrik II van Borselen) seigneur de Granpré et amiral de Hollande fait chevalier de la Toison d'Or, fut la sœur du maréchal Jean de Borssele. Le 18 janvier 1476, l'une des sœurs de Jean V,  Jeanne de La Gruthuse, épousa Jacques II comte de Hornes et fut inhumée en 1502 dans l'église des Cordeliers de Malines. Descendant d'une vieille famille patricienne brugeoise, descendante aux Van der Aa, Il était à Bruges seigneur de La Gruuthuse, en Flandre seigneur d'Espierres, châtelain de Rupelmonde, Avelghem, Oostkamp, Berchem, Haemstède, Beveren, châtelain de Gand, Thielt, prince de Steenhuyse, et Écoutète de la ville de Bruges.

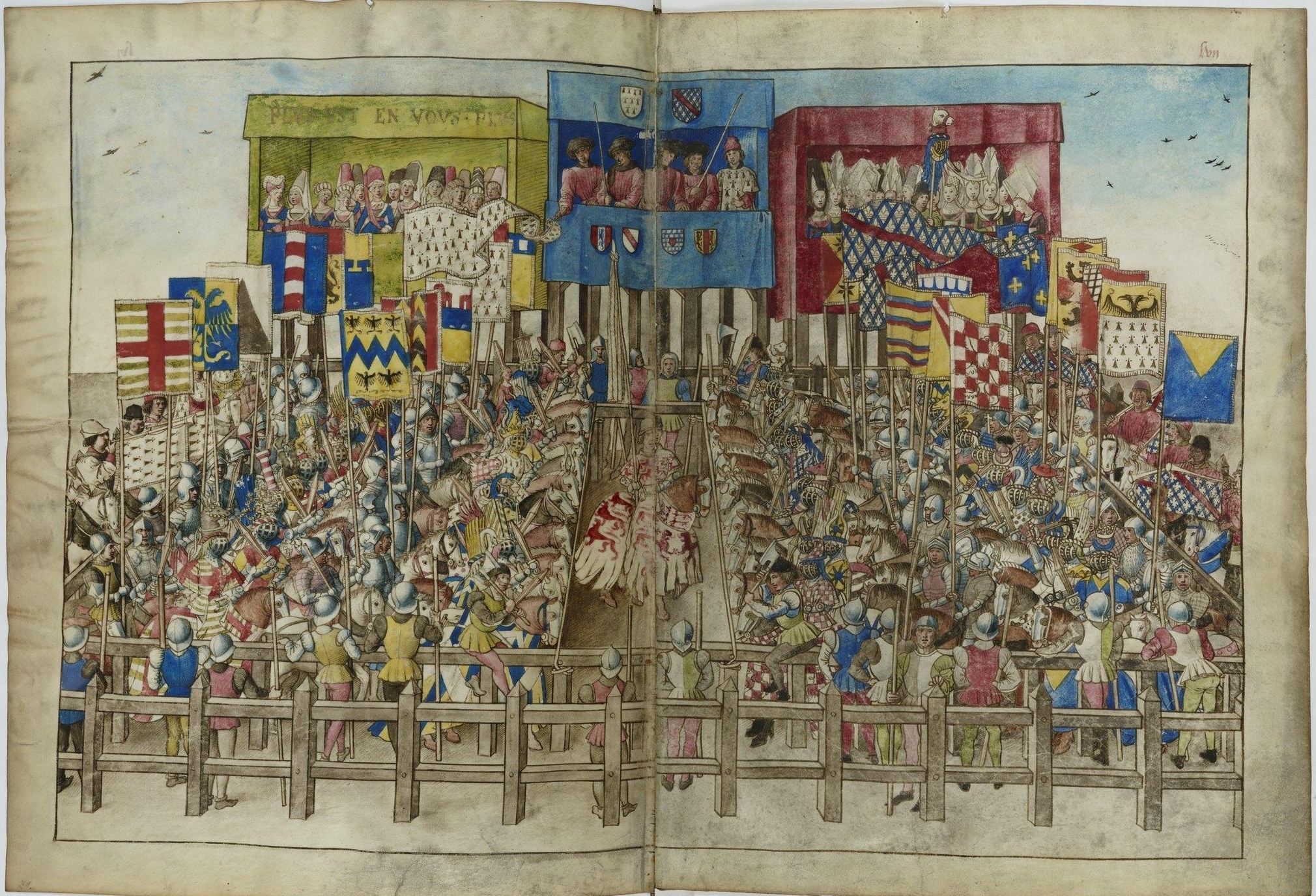
Tournoi dit de La Gruuthuse, donné sur la Grand Place du Marché (Groote Markt) de la ville de Bruges, le 11 mars 1393. (BnF. Ms. Fr. 2693)

L'un de ses ancêtres, son grand père, Jean III ou IV d'Aa, dit Jean de Bruges, seigneur de La Gruuthuse, bailli d'Ypres (le premier seigneur de sa généalogie qui prit le nom de Gruuthuse ou Gruthuyse), se rendit très célèbre à la fin du XIVe siècle pour avoir organisé le 11 mars 1393 sur la Grand Place de la ville de Bruges, un tournoi fastueux et resté fameux dans l'histoire de la chevalerie flamande, connu sous le nom de Tournoi de Bruges. À la suite de ce tournoi, René d'Anjou, composera pour Louis de Bruges, fils de Jean IV van der Aa, un traité sur les tournois intitulé Traité de la forme et devis comme on peut faire les tournois, avec des illustrations de Barthélemy d'Eyck, dans lequel il réunit, les lois, règlements, usages, cérémonies et détails observés dans ces exercices. Le manuscrit a été offert au roi Charles VIII, par Louis de Bruges qui se retrouva finalement dans les collections du roi René d'Anjou.

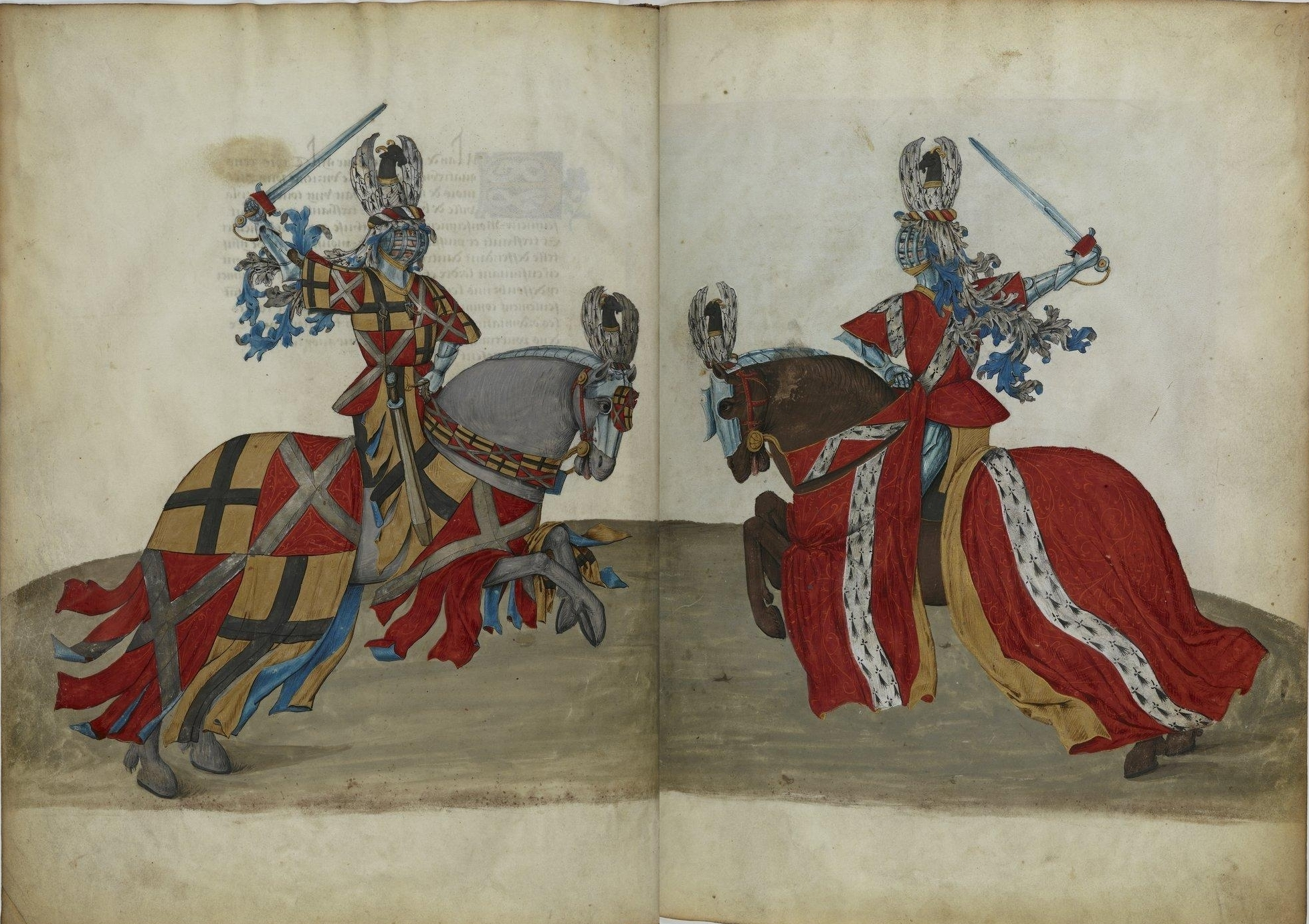
Tournoi donné le 11 mars 1393 à Bruges entre Jean IV Van der Aa seigneur de La Gruthuse et Jean VI de Ghistelles. (Maître d'Édouard IV, Livre des tournois, vers 1480-1488, BnF, Fr.2693).

Arrivé vers la fin du XVe siècle dans la puissante et célèbre famille artésienne  d'Auxy, seigneur d'Auxi-le-Château, Jean de Bruges épousa vers 1470 Marie d'Auxy, fille cadette de l'illustre Jean IV d'Auxy, ber ou baron d'Auxy, qui fut un seigneur fastueux,  précepteur du duc de Bourgogne, sénéchal et gouverneur du Ponthieu, fait en 1445 Chevalier de la Toison d'or. De cette union, nait Jean VI et Marguerite, qui épousera en 1494 Jacques II de Luxembourg-Fiennes (petit-fils de Thibaut de Luxembourg-Brienne-St-Pol), seigneur de Fiennes et d'Armentières, comte de Gavre, chevalier de l'Ordre de la Toison d'or.
Veuf, Jean de Bruges de La Gruthuse se remaria en 1479 avec Renée de Bueil, fille d'Antoine de Bueil et nièce de Louis XI, qui lui donna en 1480 la seigneurie d'Ussé en Anjou. Le couple n'a pas d'enfant.

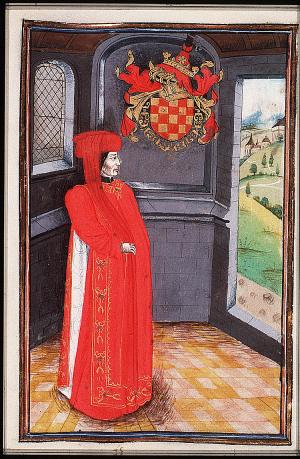
Jean IV ber d'Auxy dans le livre des Statuts de L'Ordre de la Toison d'Or. (La Haye, K.G, 76E 10 F°61r)

Il se remaria  en troisièmes noces en 1505 avec Marie de Melun d'Epinoy, originaire du Tournaisis, fille cadette de Jean III de Melun baron d'Antoing et d'Isabelle de Luxembourg, dame de Richebourg en Artois Au moment de son mariage, Marie de Melun avait hérité en Perche-Gouêt des anciens fiefs ayant appartenu à son malheureux grand-oncle le connétable Louis de Luxembourg-Saint-Pol, injustement condamné à mort. Marie de Melun devenant en Perche-Gouêt dame des baronnies de Montmirail,d'Authon et de La Basoche-Gouêt , faisait ainsi de Jean de Bruges son Ier mari, un seigneur de la province du Maine. 
Au retour de leur mariage à Bruges en décembre 1505, le Maïeur et les échevins de la ville d'Amiens décidèrent d'offrir à l'occasion de ce mariage une patenôtre (chapelet) en or fin valant plus de 600 écus d'or à madame de La Gruthuse (Marie de Melun), troisième épouse du gouverneur de Picardie. Afin d'immortaliser l’événement, Jean de Bruges sire de La Gruthuse, nouveau seigneur de Montmirail en Perche-Gouët (fiefs apportés par sa nouvelle épouse) qui fit remanier l'église Saint-Jean-Baptiste, se fit représenter avec sa 3e épouse sur un superbe vitrail renaissance exécuté en 1506, où celui-ci figure agenouillé et priant, son armure revêtue d'un riche tabar, décoré de ses armoiries et portant l'ordre du roi. Le 12 mars 1507 étaient rédigées les Coustumes Générales du Bailliage et Prévosté d'Orléans, confirmant que sont comparus pour la rédaction dudit texte législatif , maître Guillaume Boivin procureur dudit seigneur de La Gruture Jean de Bruges présent, lieutenant général es Païs de Picardie, stipulant être « mary & bail de dame Marie de Melung son épouse & à cause d'elle seigneur baron desdictes terres, seigneuries et baronnies de Montmiral, Authon & La Bazoche Gouët,…. » reconnaissant audit seigneur l'entière propriété de ces fiefs sis en Perche-Gouêt . (Acte signé par Jean de Bruges à Montmirail, le 12 mars 1507)

À la suite de son remariage avec Marie de Melun, selon le Coustumier Général de Charles Dumoulin, le seigneur de La Gruture (Grutuze) nouveau seigneur des baronnies de Montmirail, Authon et La Bazoche-Gouet, représenté par son Procureur Guillaume Boyvin est signataire le 22 octobre 1509, de la nouvelle Coutume du Perche-Gouet.
De ce troisième mariage naquirent trois enfants, Louis II, Anne-Charlotte et René. À la mort de leur père à Abbeville, Marie de Melun les confia en tutelle à deux magistrats échevins de la ville de Bruges, puis en 1513 elle se remaria à Messire Jacques II de Chabannes de La Palice (Monsieur de La Palice, le maréchal de La Palice).
Jean V de Bruges eut également un fils naturel, Guillaume de Gruthuse, qui fut abbé commendataire à l'abbaye de Saint-Crépin-Les-Soissons, prieur de Quierzy et prieur de Saint-Côme-du-Mont en Normandie. Lors du décès de Louis II, René fils de couple Jean IV et  Marie de Melun, fera donation à Guillaume, de toutes les sommes qui lui sont dues comme héritier de Louis II.

## Au service de la Maison de Bourgogne

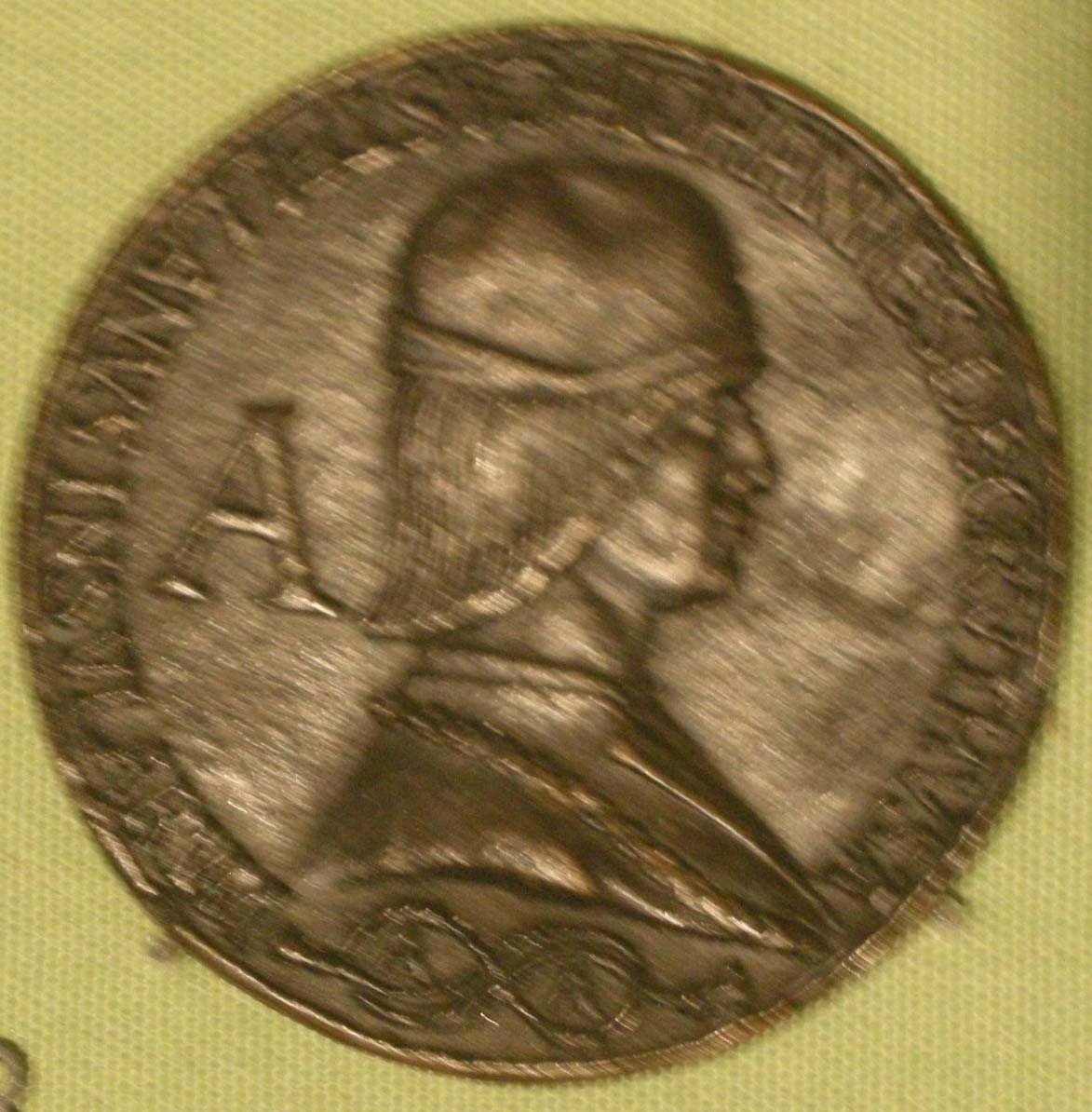
Portrait de Jean V de Bruges de La Gruuthuse, capitaine du château de Lille, par le médailleur Jehan de Candida. (XVe)

Jean V de Bruges La Gruthuze, capitaine et écoutète de la ville de Bruges, fut le chambellan du duc de Bourgogne et son Stathouder en pays de Flandre et de Zélande maritime. Considéré comme un  des plus riches seigneurs des Pays-Bas bourguignon, Jehan de La Gruthuse fut Grand Veneur de Flandre et capitaine du château de Lille en 1477. Après la mort de Charles le Téméraire en 1477, il fut fait chevalier par Maximilien Ier (empereur des Romains) juste avant la bataille de Guinegatte (1479) où il fut fait prisonnier par l'armée du roi Louis XI. Le chroniqueur Philippe de Commynes mentionna dans ses Mémoires que ledit seigneur de La Gruthuse fut amené à Loches avec plusieurs autres seigneurs captifs, et fut mis aux fers : 

« Aultresfois avoit faict faire, à des Allemans, des fers très pesans et terribles, pour mettre aux pieds : et estoit ung anneau pour mettre au pied seul, malaysé à ouvrir, comme ung carcan, la chaine grosse et pesante, et une grosse boulle de fer au bout, beaucoup plus pesante qu'il n'estoit de raison ne qui n'appartenoit, et les appeloit l'on les fillettes du Roy. Toutesfois j'ay veu beaucoup de gens de bien prisonniers les avoir aux pieds, qui depuis en sont sailliz à grant honneur et à grant joye et qui depuis ont eu de grans biens de luy; et, entre aultres, ung filz de Monseigneur de La Gruthuse, de Flandres, prins en bataille, lequel ledict seigneur maria et feit son Chambellan et Séneschal d'Anjou et luy bailla cent lances. »

## Geôlier ou protecteur: les ambitions d'un roi machiavélique.
Jean de Bruges de La Gruthuse ne connut fort heureusement au château de Loches, que pour une courte période, l'emprisonnement dans les geôles de Louis XI, asservi et enchainé aux terribles fillettes du roi. Rentré très vite en grâce, Jean de La Gruthuse passa au service du roi de France Louis XI, et fut nommé par celui-ci son conseiller et grand chambellan de France. Etonnement magnanime, l'implacable souverain lui fit même épouser sa propre nièce Renée de Bueil , fille naturelle de Charles VII et de la favorite Agnès Sorel, dame de Beauté-sur-Marne (Nogent-sur-Marne) . À l'occasion de ce mariage, le roi lui fit don du revenu des greniers à sel de Caen, de Caudebec, d'Honfleur, de Lisieux et de Bellesme ainsi que d'une rente de 4 000 livres. Chargé de défendre la frontière picarde, le roi le nomma également sénéchal royal d'Anjou en 1481. Peu de temps après avoir été investi, le roi Louis XI le nomma également le 16 juillet 1483, capitaine de la ville d'Angers.(Gallia Régia. Tome I , page 129).

## Lieutenant-général  et gouverneur de Picardie

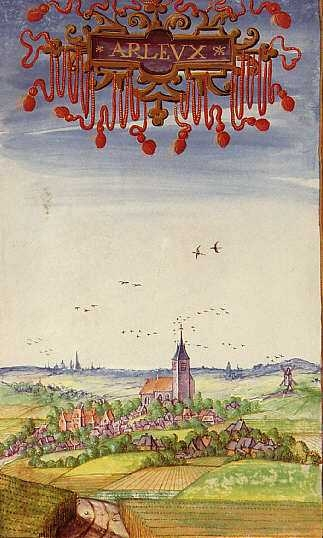
Arleux au début du XVIe siècle. Albums de Croÿ, gouache d'Adrien de Montigny.

Hormis la Flandre ou la Zélande Jean de La Gruthuse eut de nombreuses seigneuries en France , lequel fut seigneur de : Famechon, de Flers, de Bazentin, de Mézières, de Namps, de Montmirail, d'Ussé, de Zoteux, de Brucamps, de Frohen et d'Auxi-le-Château etc. En 1498 il fut nommé Grand-Maître des arbalétriers de France par Charles VIII qui lui donna par lettres du 17 juin 1498 le titre de capitaine du château du Louvre. Toujours en cette même année, le 27 mai 1498, pour le récompenser de sa fidèlité le roi Louis XII lui décerna le jour de son sacre à Reims le collier de chevalier de Saint-Michel. Conservant diverses seigneuries dans les Pays-Bas bourguignons, et bien que servant les intérêts du roi de France, Jehan de La Gruthuze fit peindre en 1502 par un maître anonyme, une superbe toile appelée La Bannière des Lépreux, tableau qu'il offrit à l'Hôpital Saint-Jean de la ville de Bruges. 

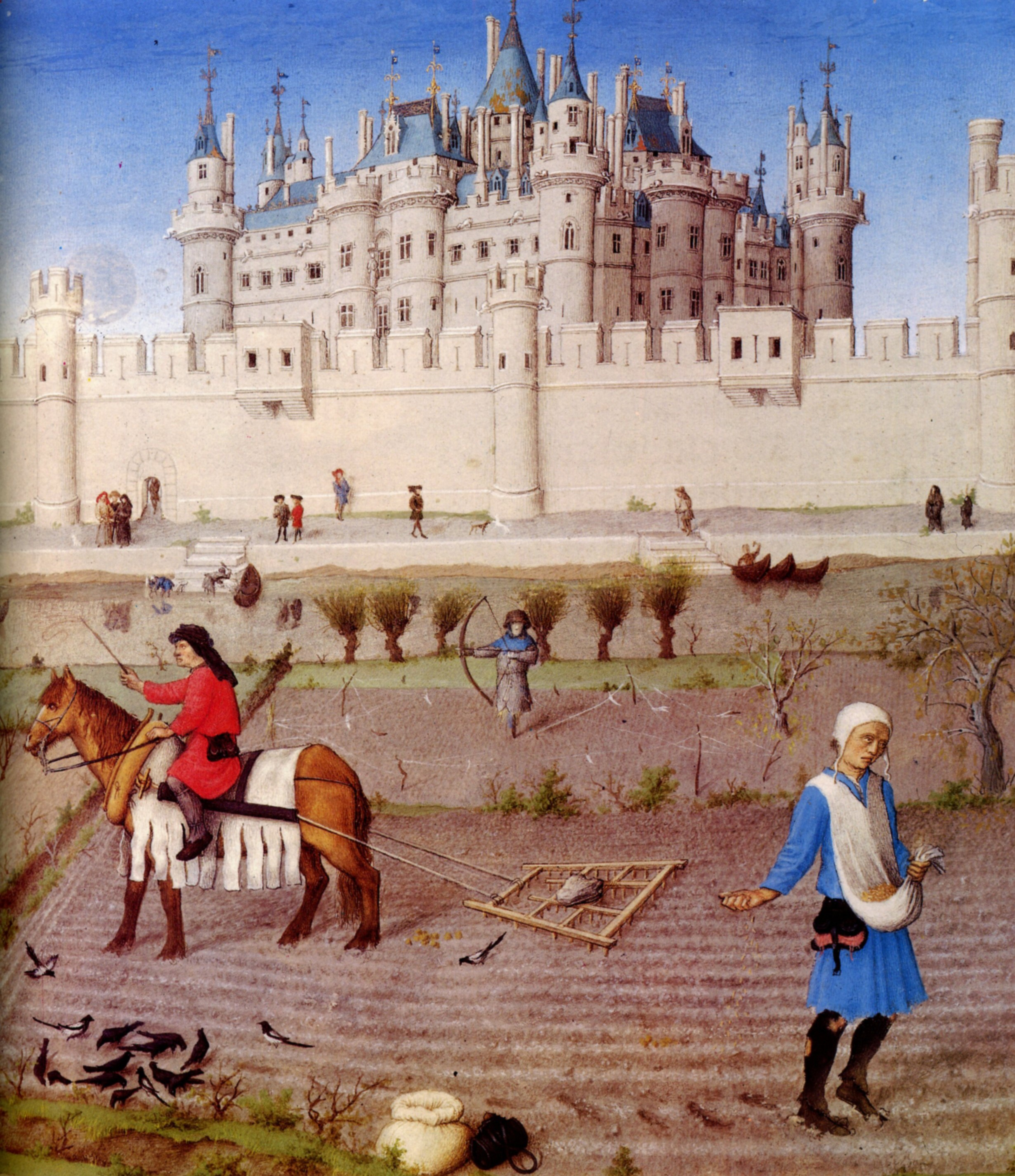
Le château du Louvre au XVe siècle, d'après les enluminures du manuscrit des Très Riches Heures du duc de Berry

En Picardie, dans la vallée des Évoissons, l'ancienne et imposante forteresse de Famechon-sous-Poix aux dix-sept tours, château qui avait jadis vaillamment résisté aux Anglais, était devenue la résidence habituelle des gouverneurs de Picardie. En 1504, Jean V de Bruges devint gouverneur de la Picardie et résida hormis son hôtel d'Abbeville principalement au château de Famechon. Cette résidence principale au château de Famechon-sous-Poix du gouverneur de Picardie , se trouve confirmée dans une lettre de Jean La Gruthuse lui-même datée du 21 juin 1506. Dans ce document extrait des archives de l'Hôtel de ville d'Amiens, Jean de Bruges demanda aux maïeurs et échevins de la ville d'Amiens, de bien vouloir venir par devers lui en son château de Famechon où il les chargea d'une mission auprès du roi. Précédemment, par lettres patentes du 30 mai 1504, Louis XII lui fit don du comté de Guînes et des seigneuries de Crèvecœur, des Alleux ou d'Alleux en Pailluel/Puelle (Arleux, Palluel) et de Saint-Souplet, anciennes possessions du Grand Bâtard Antoine de Bourgogne (et avant les Bourgogne-Valois : aux rois Valois, Philippe VI ayant acquis ces fiefs vers 1337/1340 à Béatrix de Châtillon veuve de Jean de Termonde). Hormis son hôtel d'Abbeville en 1507, Jean de Bruges habitait également dans son hôtel du Petit-Saint-Vincent à Laon, une des demeures du gouverneur de Picardie.  
En Ponthieu il fit construire à Abbeville l'hôtel de La Gruthuse qui accueillit deux ans après sa mort le mariage du roi Louis XII et de Marie Tudor, le 9 octobre 1514. En l'an 1515, son fils aîné Louis II de Bruges de La Gruthuse, capitaine d'Abbeville , seigneur de Doudelainville, de Maizerolles, , etc. servant à présent les intérêts de la Maison de France, entra comme enfant d'honneur à la cour du roi François Ier. En 1526, Louis II de Bruges de La Gruthuse, fils de Jean V de La Gruthuse et de Marie de Melun, fut admis comme gentilhomme ordinaire de la chambre à la cour du roi François Ier.

## Décès et obsèques
Ruiné des suites d'une longue maladie, Jean de Bruges mourut dans son hôtel de La Gruthuse d'Abbeville le 8 août 1512. Au lendemain de sa mort, l'office de Gouverneur général de la Picardie et le comté de Guînes furent donnés en 1512 à son parent d'origine flamande Louis de Halluin (en flamand : Hallewijn).

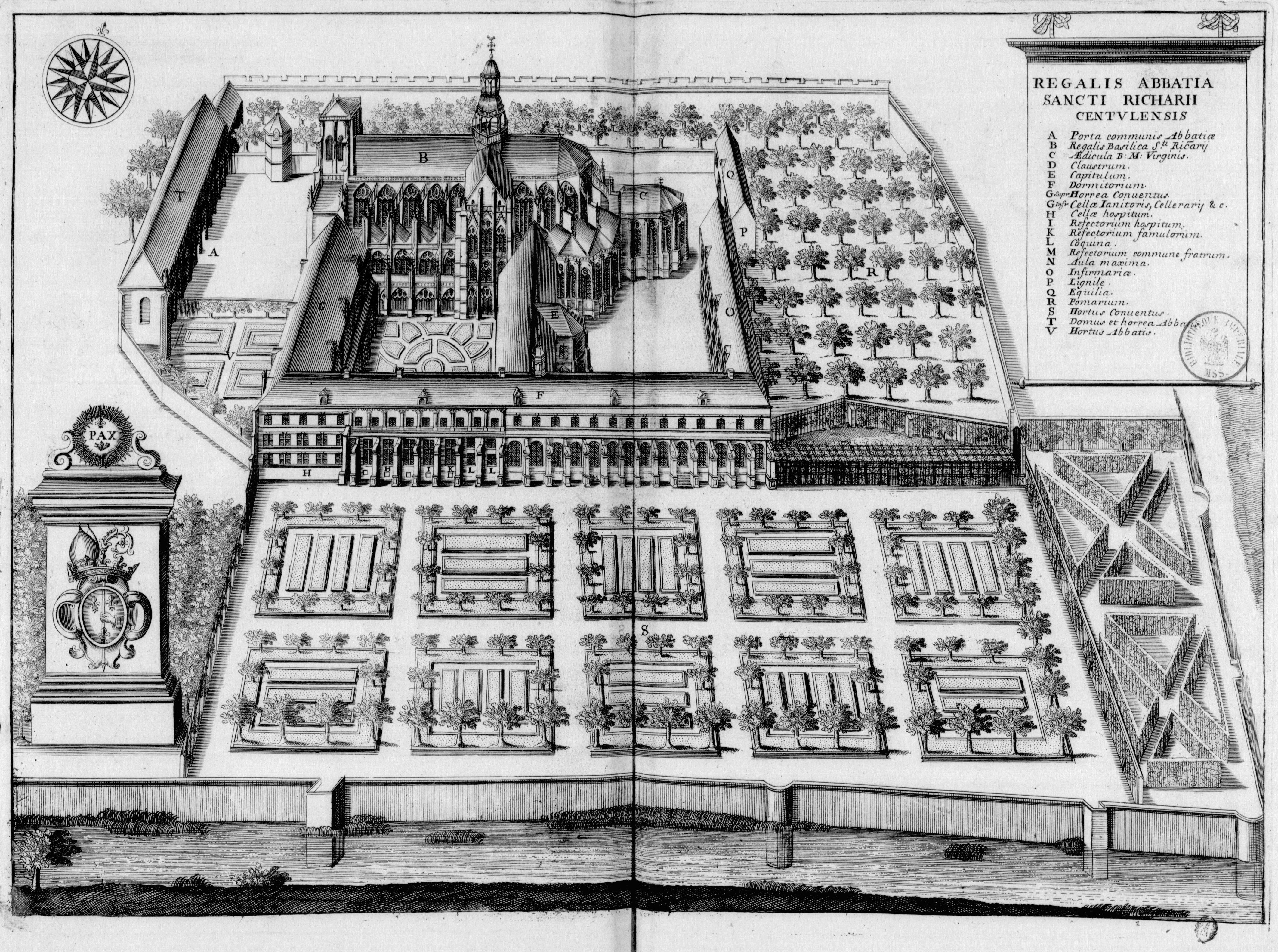
Planche gravée du XVIIe siècle représentant l'abbaye de Saint-Riquier, dans le Monasticon Gallicanum.

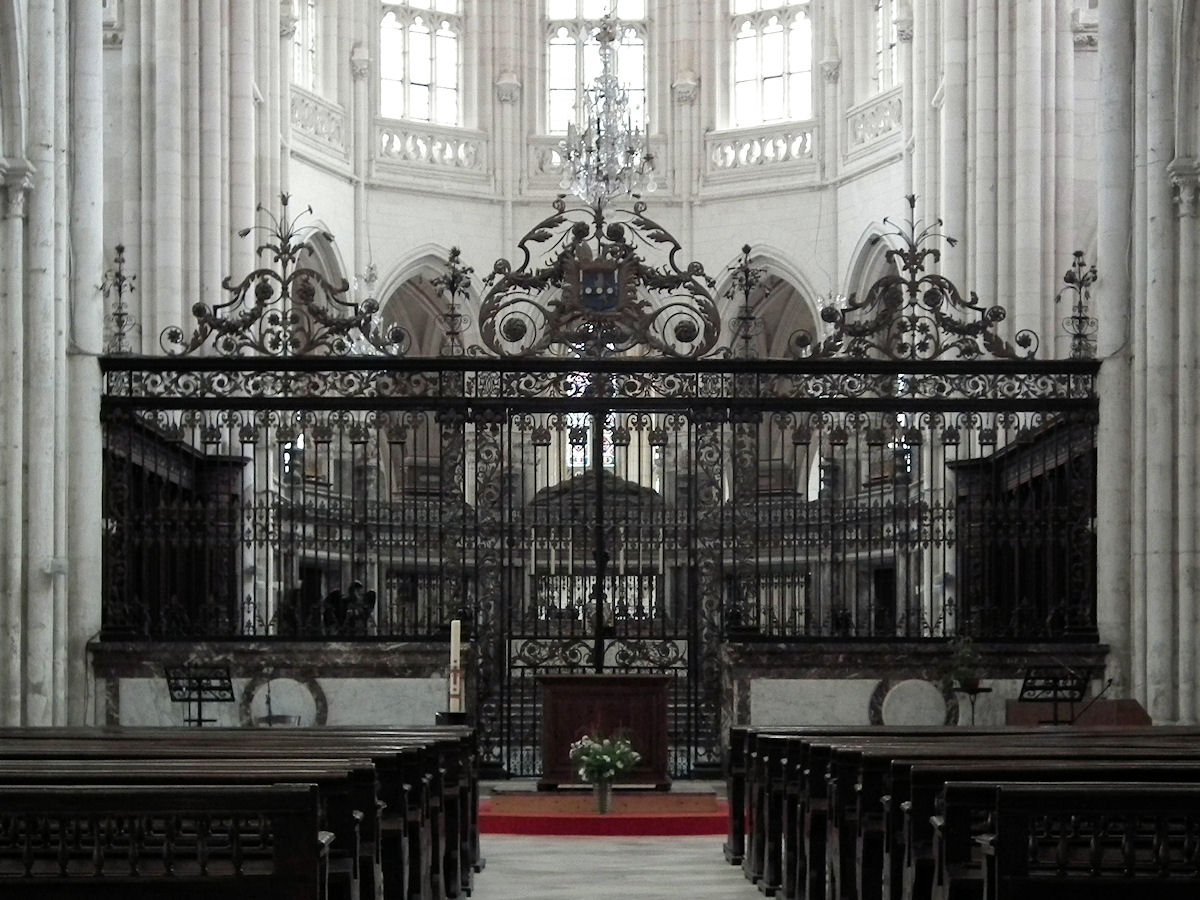
Chœur de l'abbatiale royale de Saint-Riquier. (Picardie. Somme)

Selon sa volonté, Jean de Bruges fut inhumé dans le chœur de l'abbatiale de Saint-Riquier qu'il avait grandement contribué à relever et à embellir après le grand incendie de 1475 et où l'on peut encore voir son tombeau mutilé, le seul qui subsista contrairement à ceux des abbés qui furent tous détruits. 

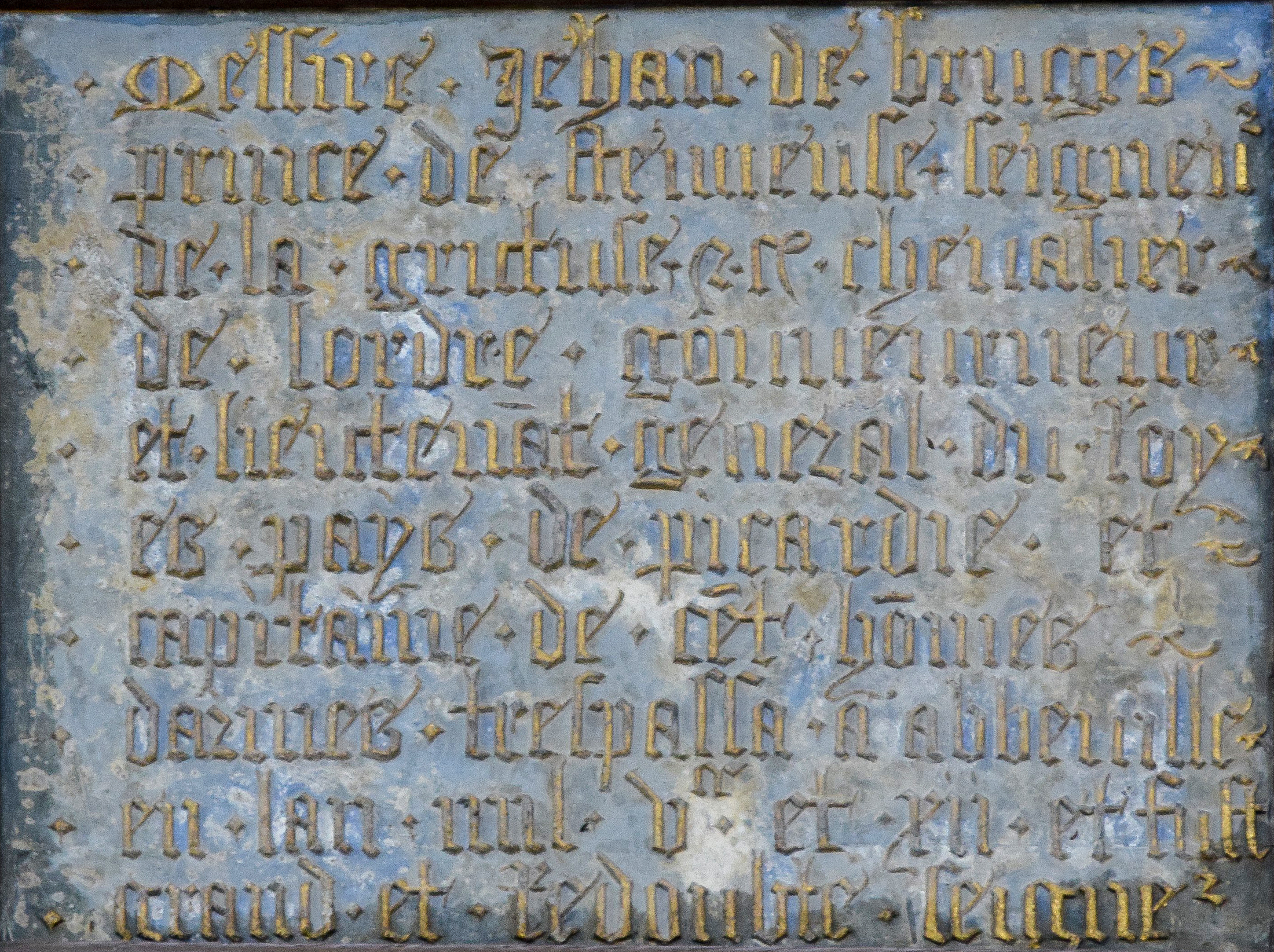
Epitaphe du tombeau de Messire Jean V de Bruges. Abbatiale royale de Saint-Riquier. (Somme)

En 1512, sa veuve Marie de Melun (sa 3e épouse) organisa les obsèques de Messire Jean de La Gruthuse célébrées dans l'abbatiale par son parent François de Halvyn évêque d'Amiens, fils de Louis de Halluin, d'une ancienne famille originaire de la Flandre wallonne (Flandre wallonne), autre transfuge flamand qui passa comme lui au service du roi de France. Dans la majestueuse chapelle de la Vierge qu'il fit construire dans l'abbatiale de Saint-Riquier, se trouve une statue représentant sainte Marie l’Égyptienne, statue où se distingue encore sur la corniche le blason de ses armoiries. Face aux diverses chapelles rayonnantes, dans le déambulatoire, au-dessus de son tombeau en pierre noire de Tournai, on peut encore lire de nos jours son épitaphe ainsi gravée dans le marbre : 

« Ici gist Messire Jehan de Bruges, Prince de Steennhuyse, seigneur de La Grutuze, Chevalier de l'ordre, Gouverneur et Lieutenant général du Roy ès pays de Picardie, etc Capitaine de Cent lances d'armes; il trépassa à Abbeville, en l'an mille Vc et XII , et fut grand et redoutable seigneur. »

## Descendance
Jean VI, issu du premier mariage de Jean V avec Marie d'Auxy, épouse Louise de Nesle et aura un enfant, Louis qui s'unira avec Marie de Mouy, sans postérité.
Marguerite de Bruges, dame d'Auxi, issue du premier mariage de Jean IV avec Marie d'Auxy, eut quatre enfants de son mari Jacques II de Luxembourg comte de Gavre, dont une fille, Françoise de Luxembourg, fut la mère de l'illustre Lamoral (comte d'Egmont) et de Marguerite d'Egmont (cette dernière étant la mère de la reine Louise). La fille de Marguerite de Bruges La Gruthuse, Françoise de Luxembourg-Fiennes comtesse de Gavre, fit construire à partir de l'an 1532, le palais d'Egmont à Bruxelles.
Louis II, issu du troisième mariage de Jean V avec Marie de Melun d'Epinoy, fut gentilhomme ordinaire à la cour du roi François Ier, et fut le seul seigneur de la Maison de Bruges à servir la Cour de France , nommé en 1499 comme Sénéchal d'Anjou et succédant en 1514 à son père comme capitaine d'Abbeville . Louis II de Bruges (Loys de Bruges) s’enrôla en 1521 dans la compagnie du maréchal de La Palice, son beau-père. En 1525 lors de la désastreuse bataille de Pavie qui vit la capture du roi François Ier et la mort glorieuse du maréchal de La Palice par les Impériaux, le jeune Louis II qui accompagnait son beau-père, fut au nombre des prisonniers de guerre. Moyennant le paiement d'une rançon, probablement payée par Marie de Melun sa mère, Louis II fut finalement libéré. Mais en Italie la guerre reprenant sans cesse, Louis II qui participa en 1528 au siège de Naples lors de la septième guerre d'Italie fut au nombre des chevaliers morts appartenant à la compagnie d'Odet de Foix, maréchal de Lautrec. Mort jeune & célibataire, Louis II de Bruges, n'eut semble t-il aucune postérité.
René de Bruges Prince de Stennhuyse,  issu du troisième mariage de Jean V avec Marie de Melun d'Epinoy, ne se mit pas au service du roi de France , mais resta fidèle comme ses ancêtres à la Maison de Habsbourg. Il se marie en 1552 à Béatrice de la Chambre-Seyssel (Savoie), demoiselle d'honneur de la reine Catherine de Médicis. René de Bruges qui eut plusieurs seigneuries en France héritées de son père, eut une vie des plus dissolues, qui finit par ruiner l'immense fortune accumulée par les seigneurs de Bruges La Gruthuze. De son mariage avec Béatrice de La Chambre, un seul enfant naitra de cette union, Catherine de Bruges-La-Gruthuse, laquelle fut la dernière descendante en lignée directe des de Bruges de La Gruthuze, et épousa en 1574, Louis de La Baume-St-Amour de Chaux-des-Crotenay dont elle aura Emmanuel-Philibert qui se épousera  une nièce du cardinal de Granvelle, Hélène Perrenot) puis épousera en 1589 Charles de Messey de Montjouvent sans postérité.

## Dévise des seigneurs de La Gruthuyse
La devise des seigneurs de La Gruthuyse accompagnée de deux bombardes était : " PLUS EST EN VOUS /  MEE ES IN HU " . 

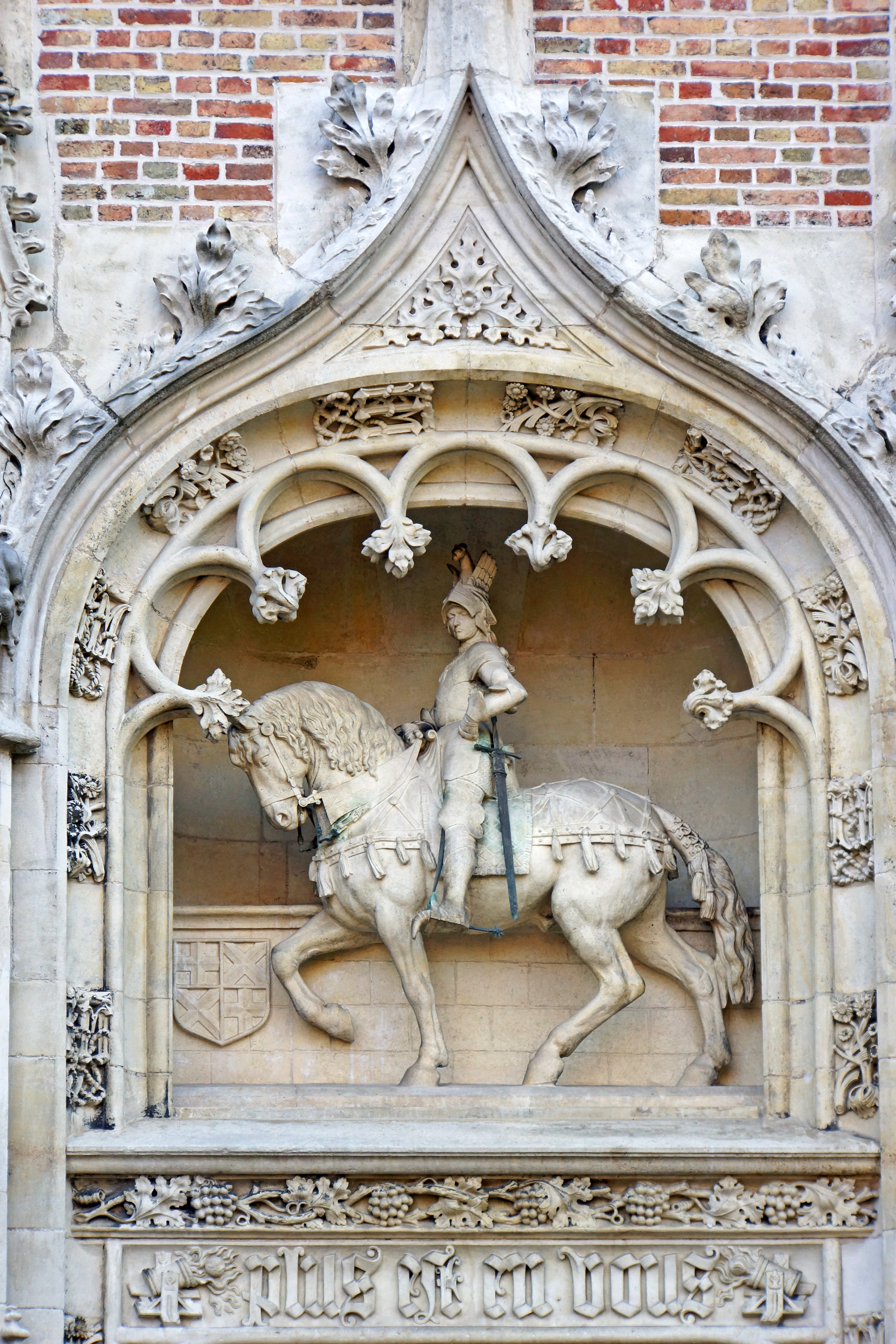
Palais Gruuthuse à Bruges. Statue équestre représentant Lodewijk van Gruuthuse. (Louis de La Gruthuse)

## Jean V de Bruges et les arts
Amoureux des arts et passionné de beaux et précieux manuscrits enluminés, Louis de La Gruthuse célèbre bibliophile flamand qui possèdait alors la plus riche bibliothèque après celle des ducs de Bourgogne, fit appel aux talents de divers enlumineurs du temps comme Colard Mansion de Loyset Liédet , de Philippe de Mazerolles ou du Maître du Boèce flamand.
Jean V de Bruges de La Gruthuse refusa en 1500, le tître de Comte de Winchester , bien que servant les intérêts de la Couronne de France  en ce début du XVIe siècle, n'en renia pas pour autant ses racines flamandes. En ce début de l'an 1502 , jean de Bruges fut le commanditaire d'un grand retable peint sur toile dénommé La Bannière des Lépreux , œuvre qu'il offrit à la léproserie de la ville de Bruges.